# Michnicze (obwód witebski)
Michnicze (biał. Міхнічы, Michniczy, ros. Михничи, Michniczi) – wieś na Białorusi, w obwodzie witebskim, w rejonie postawskim, w sielsowiecie Juńki.

## Historia
Wieś duchowna położona była w końcu XVIII wieku w powiecie oszmiańskim województwa wileńskiego.
W 2. połowie XIX wieku miejscowość była wsią rządową w gminie Mańkowicze powiatu wilejskiego guberni wileńskiej Imperium Rosyjskiego, w 3 okręgu policyjnym. Liczyła wówczas 14 domów, 139 mieszkańców, 64 włościach uwłaszczonych.
W dwudziestoleciu międzywojennym wieś leżał w Polsce, w województwie wileńskim, w powiecie duniłowickim (od 1926 postawskim), w gminie Mańkowicze (od 1927 gmina Hruzdowo).
Według Powszechnego Spisu Ludności z 1921 roku zamieszkiwało tu 245 osób, 225 było wyznania rzymskokatolickiego, a 20 prawosławnego. Jednocześnie 232 mieszkańców zadeklarowało polską, a 13 białoruską przynależność narodową. Było tu 41 budynków mieszkalnych. W 1931 w 45 domach zamieszkiwało 235 osób.
Miejscowość należała do parafii rzymskokatolickiej w Hruzdowie i prawosławnej w Mańkowiczach. Podlegała pod Sąd Grodzki w Postawach i Okręgowy w Wilnie; właściwy urząd pocztowy mieścił się w Mańkowiczach.
W 1938 roku miejscowość należała do gromady Michnicze gminy Hruzdowo.
Po agresji ZSRR na Polskę w 1939 roku wieś znalazła się w granicach BSRR. W latach 1941–1944 była pod okupacją niemiecką. Następnie leżała w BSRR. Od 1991 roku w Republice Białorusi.